# Parafia św. Wojciecha w Kowalach-Ganie
Parafia św. Wojciecha w Kowalach-Ganie – rzymskokatolicka parafia położona przy ulicy Jana Pawła II 7 w Kowalach (gmina Praszka). Na obszarze parafii działa również świątynia konparafialna we wsi Gana, mająca uprawnienia kościoła parafialnego, włącznie z prawem udzielania chrztów św. i sakramentów małżeństwa. Parafia należy do dekanatu Praszka w archidiecezji częstochowskiej.

## Historia parafii
Parafia w Kowalach istniała już w 1460 roku. Od 1507 roku była ona zarządzana przez proboszcza z Praszki, z czasem stając się kościołem filialnym, a w połowie XVI wieku punktem duszpasterskim parafii Wniebowzięcia NMP w Praszce. W 1804 roku istniejący we wsi kościółek został rozebrany, natomiast nowy został wybudowany w latach 1833–1834. 21 grudnia 1834 roku świątynia została konsekrowana przez dziekana krzepickiego księdza Wojciecha Szymańskiego. 15 sierpnia 1988 roku, dekretem biskupa Stanisława Nowaka, nastąpiło reerygowanie parafii. W Ganie natomiast kościół został wybudowany w latach 80. XX wieku, która została podniesiona do rangi świątyni parafialnej.
Wieloletnim proboszczem parafii, w latach 1988–2025, był ks. Mieczysław Józef Papiernik.

## Liczebność i zasięg parafii
Parafię zamieszkuje 1250 osób, swym zasięgiem duszpasterskim obejmuje ona miejscowości:
- Kowale,
- Gana,
- Aleksandrów,
- Kuźniczka.

## Proboszczowie
- ks. Mieczysław Papiernik (1988–2025)[1][3]
- ks. Michał Korzeniec (od 2025)